# Zsolnaerdőd
Zsolnaerdőd (1899-ig Podhorje; szlovákul: Podhorie) község Szlovákiában, a Zsolnai kerületben, a Zsolnai járásban.

## Fekvése
Zsolnától 9 km-re délnyugatra fekszik.

## Története
A települést 1393-ban „Pothora” néven említik először. 1474-ben „Podhore”, 1598-ban „Podhory” alakban szerepel a korabeli forrásokban. A zsolnalitvai váruradalomhoz tartozott. 1598-ban 12 ház állt a faluban. 1720-ban 12 adózója volt. 1784-ben 44 házában 60 családban 270 lakos élt.
A 18. század végén Vályi András így ír róla: „PODHORJE. Tót falu Trentsén Vármegyében, földes Urai több Uraságok, lakosai katolikusok, fekszik Lietavának szomszédságában, mellynek filiája, határbéli földgye közép termékenységű, második osztálybéli.”
1828-ban 42 háza és 329 lakosa volt, akik főként mezőgazdasággal foglalkoztak.
Fényes Elek 1851-ben kiadott geográfiai szótárában így ír a faluról: „Podhorje, (Lietava), tót falu, Trencsén vmegyében, 312 kath., 8 zsidó lak. A lietavai uradalom birja. Ut. p. Zsolna.”
A trianoni békéig Trencsén vármegye Zsolnai járásához tartozott.

## Népessége
| Év:            | 1994. | 2004.   | 2014.    | 2024.    |
| -------------- | ----- | ------- | -------- | -------- |
| Emberek száma: | 737   | 761     | 860      | 1093     |
| Eltérés:       |       | +3,25 % | +13,00 % | +27,09 % |

| Év:            | 2023. | 2024.   |
| -------------- | ----- | ------- |
| Emberek száma: | 1060  | 1093    |
| Eltérés:       |       | +3,11 % |

1910-ben 364, túlnyomórészt szlovák lakosa volt.
2001-ben 739 lakosából 734 szlovák volt.
2011-ben 811 lakosából 802 szlovák volt.

## Nevezetességei
- Szent Cirill és Metód tiszteletére szentelt kápolnája 1980-ban épült.
- A Rózsafüzér királynője tiszteletére szentelt kápolnája korábban ravatalozó volt.

## Külső hivatkozások
- E-obce.sk Archiválva 2009. április 17-i dátummal a Wayback Machine-ben
- Községinfó
- Zsolnaerdőd Szlovákia térképén